# República Soviética de Kubán-Mar Negro
La República Soviética de Kubán-Mar Negro (del ruso: Кубано-Черноморская Советская Республика) fue un estado bolchevique efímero surgido de la unión de los soviets de Yekaterinodar (Kubán) y Tuapsé (en la costa del Mar Negro y que dominaba también Novorossisk, ya más a la orilla del mar de Azov). La unión fue decidida ante el avance alemán por el norte del Cáucaso y la alianza de los cosacos del Kubán comandados por Filimánov junto con los cosacos del Don y el ejército blanco organizado en la Unión del Sur-Oeste o Unión Don-Cáucaso. Formó parte de la República Socialista Federativa Soviética de Rusia del 30 de mayo al 6 de julio de 1918. Su capital era Yekaterinodar (hoy Krasnodar). 
Fue creado combinándose la República Soviética del Mar Negro y República Soviética del Kubán y, más adelante, con la República Socialista Soviética del Cáucaso Norte.

## Historia
El 30 de mayo Avram Izráilevich Rubin, jefe del Soviet de Tuapsé, cogía el poder ejecutivo de la nueva entidad, y Yan Vasílievich Poluyán, jefe del Soviet de Yekaterinodar, quedó como presidente del Consejo de comisarios. Los dos soviets ratificaron su unión el 6 de julio de 1918 y el día siguiente, 7 de julio, acordaron unirse a la República Soviética del Norte del Cáucaso para afrontar mejor los alemanes, cosacos antibolcheviques y blancos contrarrevolucionarios. Los cosacos bolcheviques del Mar Negro y los del Kubán quedaron reunidos en una sola comunidad que se denominó Cosacos Bolcheviques del Kubán. La República Soviética del Cáucaso Norte entró en vigencia el 16 de julio de 1918.